# Тургутлу
Тургутлу (тур. Turgutlu) је град у Турској у вилајету Маниса. Према процени из 2009. у граду је живело 117.800 становника.

## Становништво
Према процени, у граду је 2009. живело 117.800 становника.
| 1990.  | 2000.  |
| ------ | ------ |
| 73.634 | 93.727 |